# Иван Пейчев (награда)
Националната награда за лирика „Иван Пейчев“ е учредена през 2004 г. от Съюза на българските писатели и община Шумен и се връчва веднъж на две години на рождения ден на Иван Пейчев (16.ХІІ.) в Окръжна библиотека „Стилиян Чилингиров“ в град Шумен. Наградата включва парична сума (левовата равностойност на 1500 евро) и плакет „Ангелско перо“, дело на скулптора Валерий Желязков.

## Наградени автори
- 2005 – Богдан Тетовски (посмъртно)
- 2007 – Роза Боянова[1]
- 2009 – Кирил Гончев и Гриша Трифонов (Жури с председател Николай Петев и членове Никола Радев, Борислав Геронтиев, Ивайло Христов, Христо Трендафилов, Добрин Добрев, Иван Карадочев, Антонин Горчев и Димитрина Кавалска)[2]
- 2011 – Валери Станков (жури под председателството на шефа на Творческия фонд на Съюза на българските писатели Петко Братинов)[3][4]
- 2013 – Антонин Горчев (жури с председател Никола Радев и членове литературните критици Иван Карадочев и Ивайло Христов, професорите от Шуменския университет Добрин Добрев и Христо Трендафилов, поетите Борислав Геронтиев, Валери Станков и Роза Боянова, и зам.-кмета по култура в Община Шумен Живка Тонева)[5]
- 2017 – Петър Чухов[6]
- 2019 – Кристин Димитрова (Жури с председател Михаил Неделчев и членове Иван Карадочев и Антонин Горчев от дружеството на шуменските писатели, професорите от Шуменския университет Добрин Добрев и Христо Трендафилов, поетите Борислав Геронтиев и Петър Чухов, литературната критичка Гергина Кръстева, и зам.-кмета по култура в Община Шумен Десислава Златева)[7][8]
- 2021 – Тони Теллалов (членове на журито са литературоведите проф. Михаил Неделчев и проф. Добрин Добрев, Мирела Иванова (поетеса и преводач) от Сдружението на българските писатели, литературният критик Иван Карадочев, проф. Евдокия Борисова от Шуменския университет, носителите на наградата от конкурса за 2019 и 2017 г. Кристин Димитрова и Петър Чухов, както и представител на общината – Даниела Вичева, старши експерт в отдел „Култура, младежки дейности и спорт“)[9][10][11][12]

- 2023 – Йордан Ефтимов (членове на журито са проф. Евдокия Борисова – председател на Дружеството на писателите в Шумен, поетът Антонин Горчев, поетесата Мирела Иванова и литературният критик Митко Новков от Сдружението на българските писатели, носителите на наградата от конкурса за 2021 и 2019 г. Тони Теллалов и Кристин Димитрова, доц. Юрий Проданов и доц. Надежда Цочева от Шуменския университет, проф. Добрин Добрев, както и представител на общината – Красимира Димитрова)[13][14][15][16]

## Скандали
През декември 2017 г. наградата печели Петър Чухов със стихосбирката си „Адdicted“ и така наградата се превръща в бойно поле на различни схващания за съвременната поезия. Първоначално Управителният съвет на Съюза на българските писатели оспорва решението, защото участвалите в решението представители на СБП Роза Боянова и Борислав Геронтиев не са одобрени на негово заседание. Община Шумен приема да организира повторно гласуване, но и при повторното гласуване на журито Петър Чухов печели наградата – с 5:4 гласа. На заседанието по прегласуването присъстват четирима представители на СБП: председателят на Съюза Боян Ангелов, Панко Анчев, Иван Гранитски и Симеон Янев. Останалите членове на журито са: Десислава Златева като представител на община Шумен, Антонин Горчев и Иван Карадочев като представители на Дружеството на шуменските писатели, Пламен Шуликов и Добрин Добрев като представители на Шуменския университет. Четиримата членове на СБП подкрепят за наградата номинацията на Валентина Радинска, която изобщо не е била обсъждана при първото гласуване през декември 2017 г. В крайна сметка протоколът от заседанието на журито не е подписан от членовете на СБП. Общинският съвет в Шумен решава да промени статута на наградата, като намали участието на СБП в журирането.
Според Боян Ангелов в наградената стихосбирка на Петър Чухов има стихотворение, „посветено уж на Райна Княгиня“, всъщност „гавра с паметта ѝ“, и друго, което е „още по-голяма гавра – гавра с паметта на Никола Вапцаров“.